# 중위도
중위도(middle latitudes)는 지구의 양쪽 반구에 있는 공간 영역으로, 북회귀선(위도 23°26′09.8″)과 북극권(66°33′50.2″) 사이에 위치한다. 북반구 및 남회귀선(-23°26′09.8″)과 남극 사이 남반구의 남극권(-66°33′50.2″)이다. 여기에는 두 개의 열대 지방과 극지방 사이에 있는 지구의 아열대 및 온대 지역이 포함된다. 기상 전선과 온대성 저기압은 일반적으로 이 지역에서 발견되며 적도에 가까운 형성 지역에서 이동하는 열대성 저기압이나 아열대성 저기압도 가끔 발견된다.
중위도 지역의 우세한 바람은 종종 매우 강하다.
중위도 기후에는 지중해, 사막, 습윤 아열대, 해양, 습윤 대륙, 아극의 6가지 유형이 있다.

## 같이 보기
- 온대
- 극권
- 아극 기후
- 아열대
- 열대